# Placidochromis nkhatae
Placidochromis nkhatae är en fiskart som beskrevs av Mark Hanssens 2004. Placidochromis nkhatae ingår i släktet Placidochromis och familjen Cichlidae. Inga underarter finns listade i Catalogue of Life.